# Pont de Moguilev

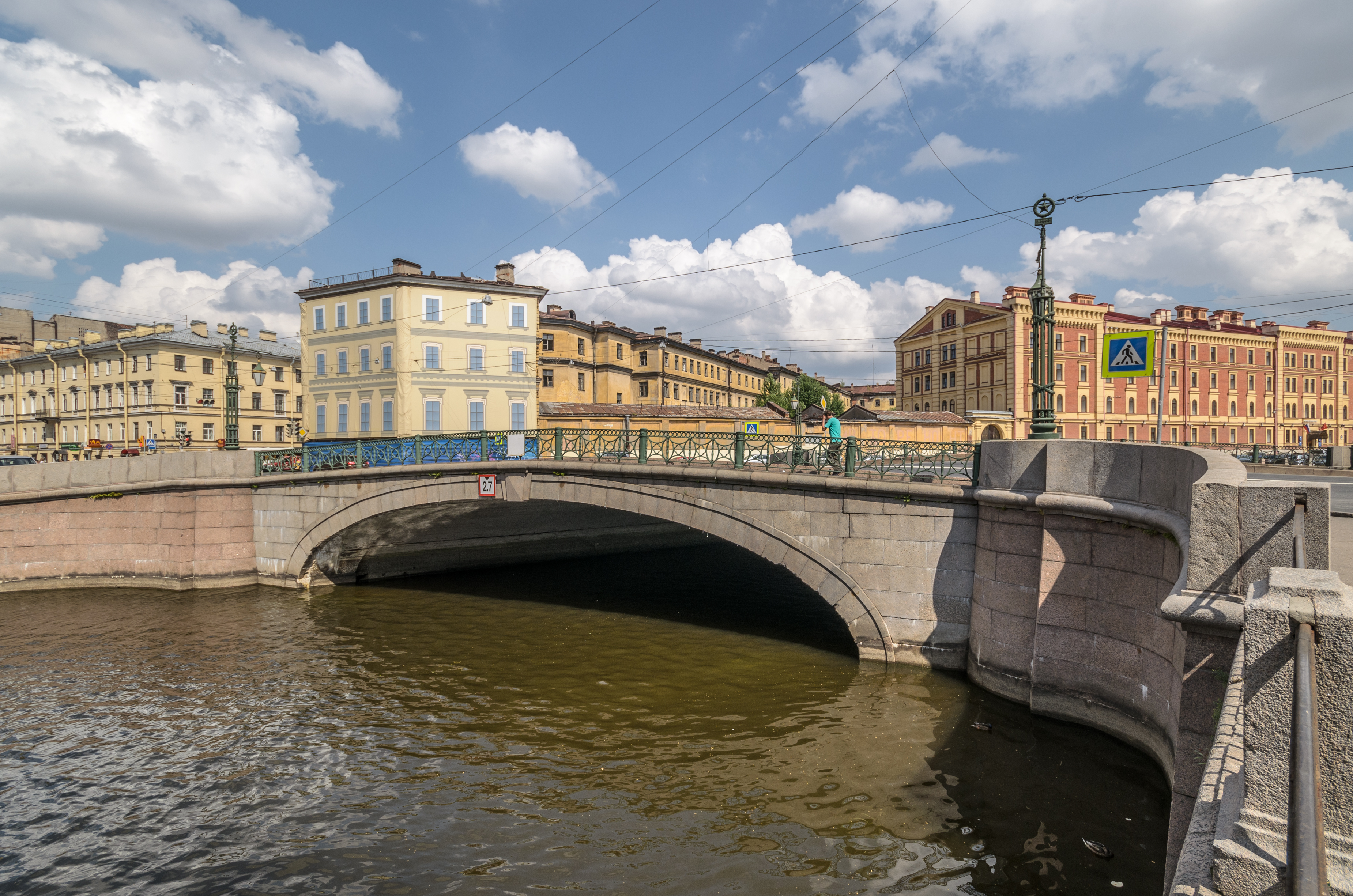
Vue du pont de Moguilev en 2014

Le pont de Moguilev (Могилевский мост) est un pont de pierre qui enjambe le canal Griboïedov dans l'axe de l'avenue Lermontov à Saint-Pétersbourg. Son nom provient de la ville du même nom. Il mesure 28,3m de long sur 24m de large.

## Histoire

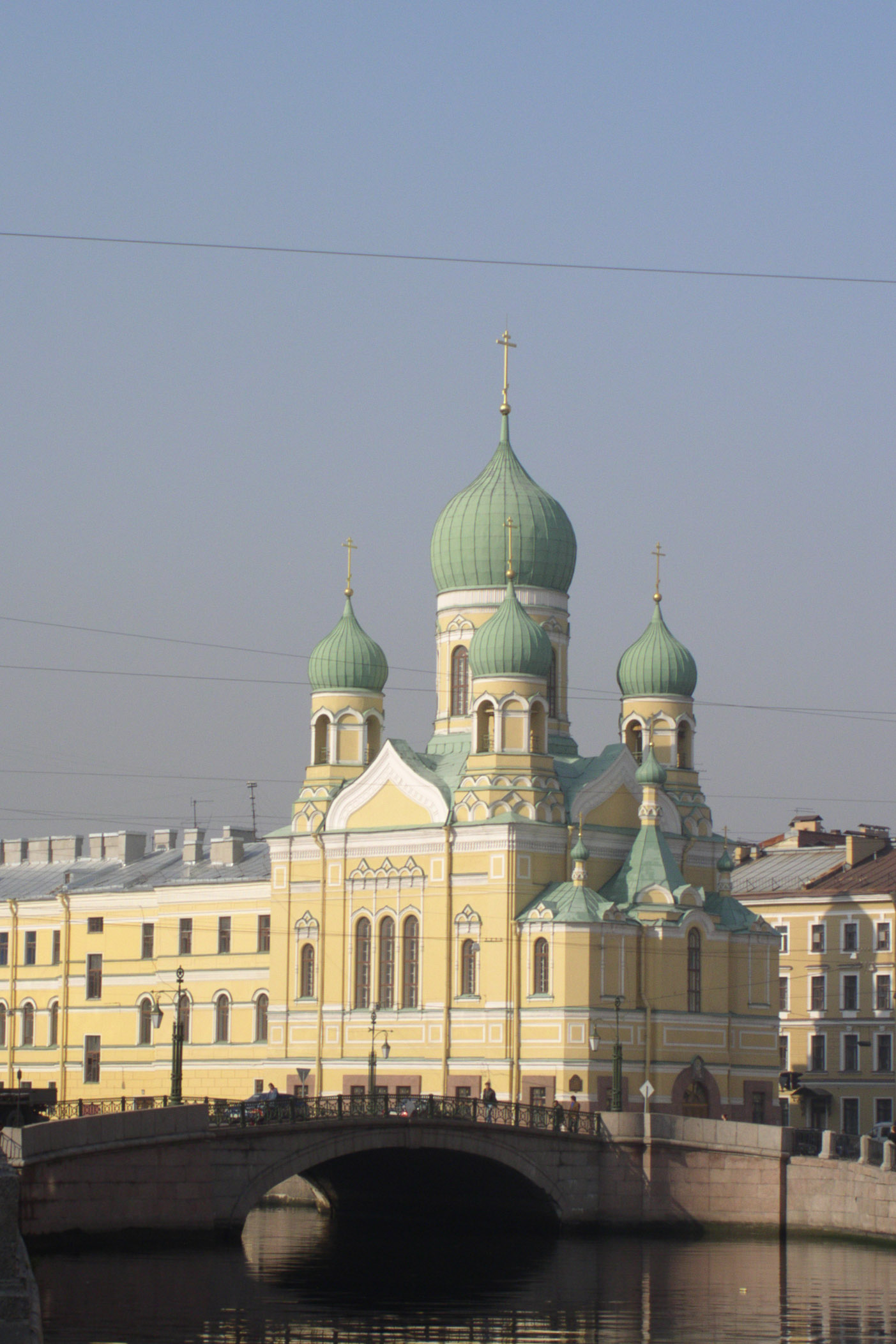
L'église Saint-Isidore derrière le pont

Un pont de bois à trois piliers a d'abord été construit en 1911-1912 à cet emplacement, reliant la rue de Moguilev (aujourd'hui avenue Lermontov) à la rue Bolchaïa Masterskaïa (continuation depuis 1912 de l'avenue Lermontov). Le pont brûle en 1941 pendant le siège de Moguilev sous les bombes allemandes. Il est reconstruit en pierre entre 1951 et 1953, selon les plans de l'ingénieur V. Blajevitch et de l'architecte S. Krassikov. Il a une structure de béton armé et deux arches. Ses culées sont décorées de granite rose et ses réverbères sont de style Empire.